# Jerôme Lambrechts
Hieronymus Franciscus (Jerôme) Lambrechts (Roosteren, 12 oktober 1839 - Papenhoven, 25 november 1896) was een Nederlands politicus.
Lambrechts was een Limburgse advocaat en schoolopziener die afgevaardigde voor het district Roermond was. Hij behoorde zoals een journalist schreef tot de 'zittende leden'. Hij sprak namelijk zelden en altijd kort.
Lambrechts was een zoon van Jan Jacob Lambrechts (1804-1858), Tweede Kamerlid van 1849-1850 en Maria Gertudis Nelissen (-1900). Hij werd geboren op Danielsweert.
- Biografisch Portaal: 21242940
- Digitale Bibliotheek voor de Nederlandse Letteren: lamb143
- Nederlandse Thesaurus van Auteursnamen: 353820806
- Parlement.com: vg09ll2ng7py
- Virtual International Authority File: 305800785
- WorldCat: E39PBJxcVkWx6b6w7XByXQGj4q